# 語言教育
語言教育，泛指任何語言的教導行為與學習行為。其內容涵蓋文字形態、語音、語彙、語法、聽解、會話、閱讀與寫作等。一般人提起語言教育的時多半會聯想為外語的教學。
外語的教學與第二語言教學與的最大分別，在於外語的學習原因可以很多，而隨同不同的學習原因，導師可以因應作出不同的教學方式。然而，第二語言是日常生活裡必須要使用的語言，就如英語在印度、新加坡及香港等地都是必須，教學模式因而會變得比較實用，使學習者在日常生活裡可以隨時使用。
而它与母语教学的最大不同，在于第二語言教学的目的主要是让学习者获得使用这种语言的交际能力，而学习者的学习原因可以有很多．学习第二语言时，学习者会受到母语的干扰，因而教学者应该考虑到这个因素，有意识的与他们的母语进行对比，对照，使教学效果达到最优。但也有人认为，第二外语通常与其母语在发音系统与语法结构上完全不同，不应进行对比、对照来进行学习。

## 語言教學法
常見的語言教學法包括：
- 文法翻譯法
- 聽說教學法
- 任務型語言學習
- 溝通式教學法
- 全語言教育
- 內容和語言整合學習

## 台灣的語言教育
台灣以華語作為國語，英語自國小開始同體育、音樂、數學等，作為科目被學習。
除了華語和英語之外，原住民語言、客家語、閩南語也曾被列為鄉土語言，從國中小課程作為科目進行學習，自2016年開始，開始加入新移民的語言，包括：泰語、印尼語、越南語等。
各個語言相繼成為科目，勢必排擠原先科目(諸如：歷史、地理、數學、物理、化學等)的學習時間，因此開始有人建議以內容和語言整合學習作為語言教育的選項。

## 香港的英語教育
過去香港的英語教育就被批評為一種“死的語言教育”，因為學生不能學以致用，而純粹視英語學習為應付日常功課所需，使他們畢業之後不能得心應手的活用。因此，自1990年代中期，政府開始推動任務型語言學習 (Task-based learning)，使學生能夠在日常的英語課裡學習得到日用英語，而得以用英文完成生活中的溝通目的，以便提升學英文的實用價值。
然而，有相當多的人是贊同香港以英語作為教學語言的，原因是香港的專上教育、商業社會和法律界等均以英語作為主要授課或工作語言，母語教學令學生接觸英語的機會大減，例如2006年第一屆接受母語教學學生應考高級程度會考，該考試的英文科整體合格率創了11年新低。持續下降的英語水平將會令香港難以維持國際金融中心和貿易中轉站的地位，而英語能力弱的學生升學亦較其他學生困難。因此，站在學生升學的角度上來說，英語學習是必須的。

## 中国大陆的英語教育
中国大陆的公立学校从小学开始就有英语教育。另外，校外私立的英语培训机构也有很多。尤其是线上英语教育发展很迅速，很多都受到海外媒体如福布斯新闻的报道。

## 外部連結
- The Penpals Network （页面存档备份，存于）
- friend SHACK penpals （页面存档备份，存于）
- Heavener: 語言學習 wiki
- Language Exchange
- Center for Applied Linguistics （页面存档备份，存于） homepage
- Didactics of English. A lecture series in SLA by Timothy Mason, run from 1993 to 2002 at the Université of Versailles St. Quentin.
- Second Language Acquisition Topics by Vivian Cook: information on SLA, applied linguistics and language teaching research, including a large bibliography.